# Festival des harmonies et orchestres symphoniques du Québec

Logo

Le Festival des harmonies et orchestres symphoniques du Québec (FHOSQ) est un rassemblement annuel d'harmonies et d'orchestres symphoniques tenu à Sherbrooke au Québec (Canada) au mois de mai. Il regroupe des formations musicales junior (scolaire) et senior (adulte). 
Le FHOSQ se déroule en deux parties :
- OFF festival
- Le festival

## Le OFF Festival
Débutant deux semaines avant le festival, le OFF Festival permet à des groupes ou personnes d'offrir des prestations gratuites dans les endroits publics à l'intérieur ou à l'extérieur, en plus d'un brunch spécial lors de la Fête des mères. Il est organisé conjointement avec la Corporation du Printemps musical de Sherbrooke. En 2009, il en était à sa 6e édition.

## Son histoire
L'idée d'un festival annuel de musique regroupant des fanfares (comme on les appelait à l'époque) du Québec est née en 1927 lors des célébrations du cinquantenaire de l'Union musicale de Trois-Rivières. À cette occasion, le chef Frank Meerbergen de la fanfare Laurentides de Grand-Mère, qui était d'origine belge, souhaita voir, comme dans son pays natal, la création d'associations de fanfares et de festivals annuels organisés dans différentes villes du Québec. L'année suivante, les dirigeants du Cercle philharmonique de Saint-Jean-sur-Richelieu, MM. Marien et Bordeleau, invitent des délégués de plusieurs fanfares pour fonder l'Association des fanfares amateurs de la province de Québec. Un premier festival est tenu à Sherbrooke en 1929 et six fanfares y prennent part. Au cours des années suivantes, des festivals annuels sont tenus dans différentes villes, interrompus seulement de 1941 à 1943 à cause de la Seconde Guerre mondiale. 
En 1950, l'Association des fanfares commence à organiser des concours de solistes d'instruments à vent, avec un nombre de participants qui atteint un sommet de 1 000 concurrents en 1998. C'est en 1953 que des fanfares scolaires et des fanfares de jeunes commencent à participer au festival. 
En 1988, le Festival, jusqu'alors itinérant, élit domicile à Sherbrooke de façon permanente en signant un protocole d'entente avec le Mouvement musical Mitchell-Montcalm, afin de tenir le festival sur le site de l'Université de Sherbrooke. 
En 2000, un changement aux statuts de la Fédération des harmonies du Québec fait qu'elle peut intégrer des orchestres symphoniques et des ensembles à cordes dans ses rangs, et ces ensembles peuvent désormais participer au Festival. Par le fait même, la corporation prend son nom actuel de Fédération des harmonies et des orchestres symphoniques du Québec. L'année suivante, afin de désengorger l'horaire du Festival, on en détache le Concours solistes et petits ensembles qui se tiendra désormais à Victoriaville en avril. Au cours des années subséquentes, les catégories drumlines (2011), ensembles vocaux (2012) et ensembles de guitares (2015) sont ajoutées au Festival.

## Prix et bourses
Le Festival évalue les ensembles participants et remet des bourses aux plus méritants.

## Quelques chiffres
En 2004, 13 harmonies «senior», 166 harmonies « junior », 9 ensembles à cordes, 6 orchestres symphoniques et 60 « stage bands » participent au Festival des harmonies et des orchestres symphoniques du Québec. En 2009, le festival regroupe près de 10 000 participants, 500 bénévoles chaque jour et occupe 75 % du campus universitaire.